# Aigueperse (Puy-de-Dôme)
Aigueperse is een gemeente in het Franse departement Puy-de-Dôme (regio Auvergne-Rhône-Alpes). De plaats maakt deel uit van het arrondissement Riom. De inwoners worden Aiguepersois genoemd. De gemeente telde 2.700 inwoners op 1 januari 2022.

## Geografie
De oppervlakte van Aigueperse bedroeg op 1 januari 2022 10,5 vierkante kilometer; de bevolkingsdichtheid was toen 257,1 inwoners per km².

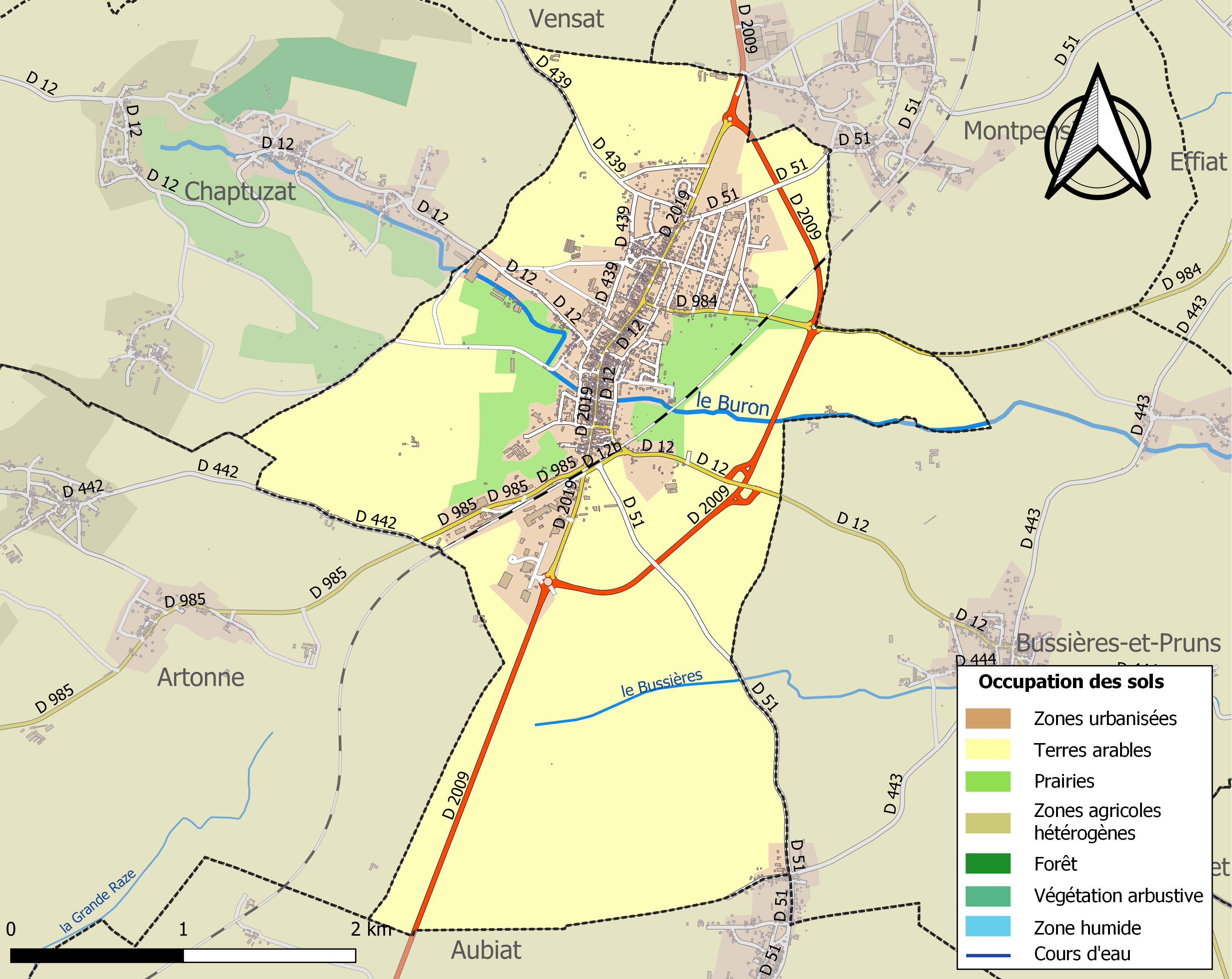
Kaart van de gemeente met belangrijkste infrastructuur, bodemgebruik en omliggende gemeenten

## Demografie
Onderstaande figuur toont het verloop van het inwonertal (bron: INSEE-tellingen).

## Afbeeldingen

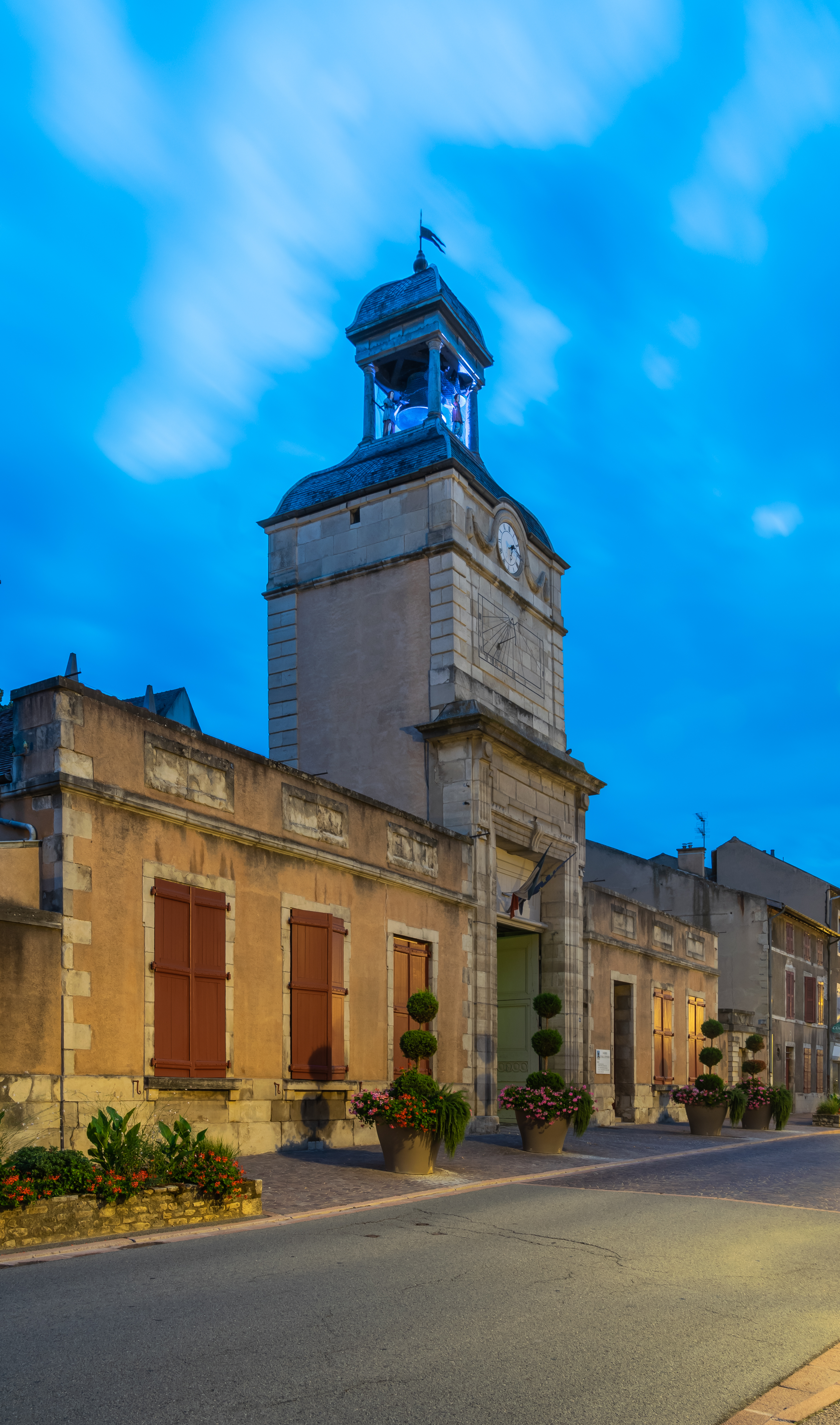
Gemeentehuis
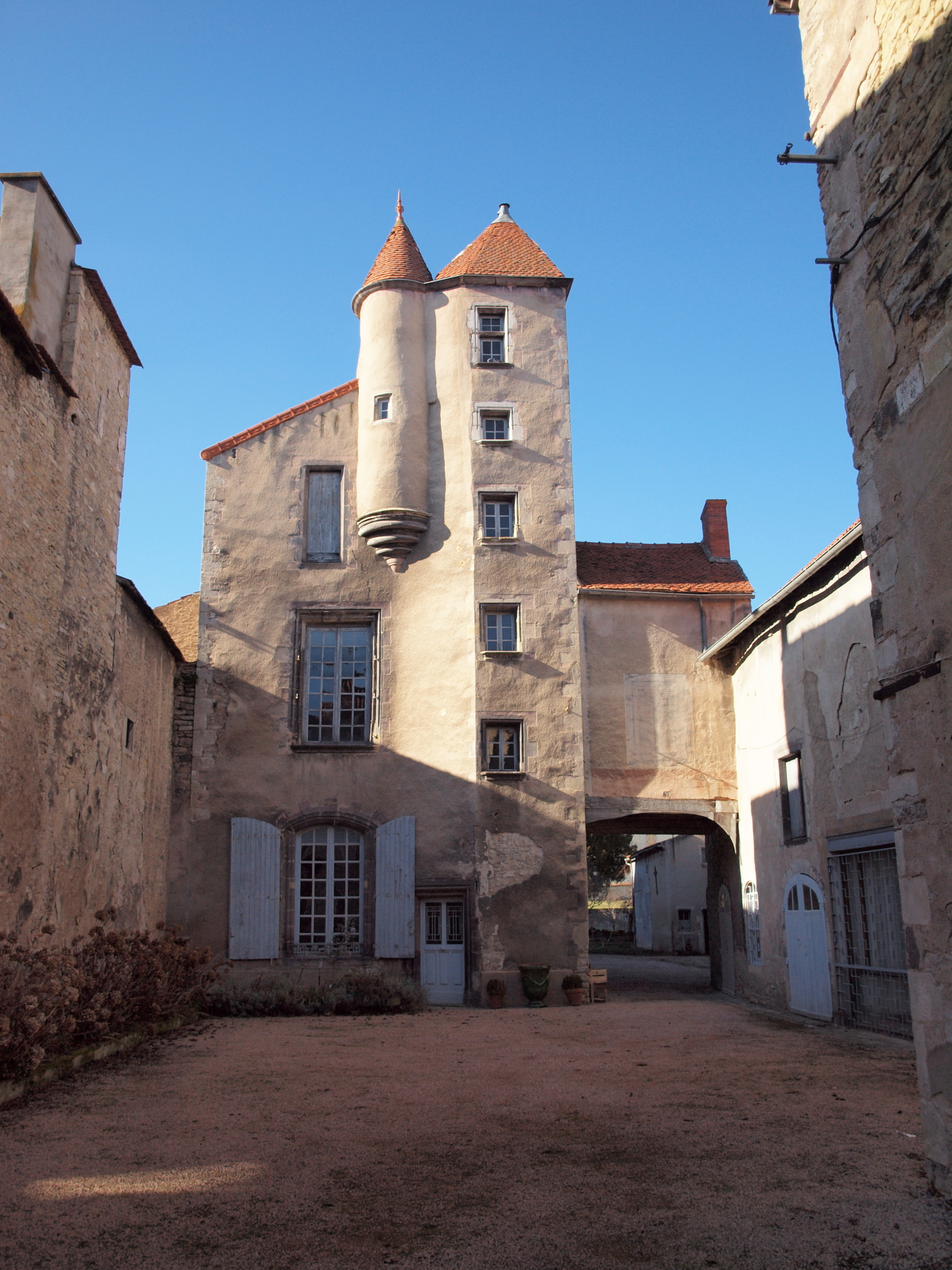
Hôtel Coëffier à Aigueperse